# Hennadiy Kernes
Hennadiy Adolfovytch Kernes (en ukrainien : Геннадій Адольфович Кернес, en russe : Генна́дий Адо́льфович Ке́рнес), né le 27 juin 1959 à Kharkiv et mort le 17 décembre 2020 à Berlin, est un homme politique ukrainien, maire de Kharkiv de 2010 à 2020.

## Biographie
Le 17 décembre 2020, M. Kernes décède à Berlin du Covid-19.